# LuK Challenge Chrono
LuK Challenge Chrono was een Duitse wielerwedstrijd, in de vorm van een ploegentijdrit voor duo's. De wedstrijd vond plaats in de gemeente Bühl, in het district Rastatt. De wedstrijd had een classificatie van 1.1 in de UCI Europe Tour. In 2006 werd de laatste editie verreden.

## Naamsveranderingen
De vijf edities die plaatsvonden tussen 1968 en 1992 werden verreden onder de naam Baden-Baden, destijds de start- en finishplaats. Tussen 1993 en 1996 was de naam veranderd naar Telekom Grand Prix, nog altijd waren de start en finish in Baden-Baden. De drie volgende edities heette de wedstrijd Breitling Grand Prix. In 2000 werd voor twee edities zowel de naam als de start- en finishplaats veranderd. De wedstrijd vond plaats in en rond Karlsruhe en heette destijds EnBW Grand Prix. In 2002 en 2003 was nog altijd Karlsruhe de plaats waar de wedstrijd werd verreden, de naam werd echter voor de vijfde keer aangepast; ditmaal naar Karlsruher Versicherungs-Grand-Prix.  De laatste drie edities van deze wedstrijd heette hij de Luk Challenge, start en finish waren in Bühl.

## Winnaars
| Jaar | Winnaars                              |
| ---- | ------------------------------------- |
| 1968 | Vittorio Adorni Ferdinand Bracke      |
| 1969 | Herman Vanspringel Roger de Vlaeminck |
| 1971 | Eddy Merckx Herman Vanspringel        |
| 1989 | Laurent Fignon Thierry Marie          |
| 1992 | Dominik Krieger Tony Rominger         |
| 1993 | Gianni Bugno Maurizio Fondriest       |
| 1994 | Jens Lehmann Tony Rominger            |
| 1995 | Andrea Chiurato Tony Rominger         |
| 1996 | Chris Boardman Uwe Peschel            |
| 1997 | Oscar Camenzind Johan Museeuw         |

| Jaar | Winnaars                        |
| ---- | ------------------------------- |
| 1998 | Udo Bölts Christian Henn        |
| 1999 | Chris Boardman Jens Voigt       |
| 2000 | Michael Rich Torsten Schmidt    |
| 2001 | Florent Brard Christophe Moreau |
| 2002 | Uwe Peschel Michael Rich        |
| 2003 | Sebastian Lang Michael Rich     |
| 2004 | Bobby Julich Jens Voigt         |
| 2005 | Bobby Julich Jens Voigt         |
| 2006 | Markus Fothen Sebastian Lang    |